# Someren
Someren este o comună și o localitate în provincia Brabantul de Nord, Țările de Jos.

## Localități componente
Someren-Eind, Someren-Heide, Someren, Lierop.